# 인민체육인
인민체육인(人民体育人)은 조선민주주의인민공화국에서 체육인에게 수여하는 명예칭호이다. 1966년 창설됐으며, 조선민주주의인민공화국의 체육인에게 가장 영예로운 상으로 보통 올림픽 우승자나 세계선수권대회 우승자에게 수여된다.

## 같이 보기
- 북한의 스포츠
- 천리마 축구단
- 인민상